# Puerto Inglés
Puerto Inglés est une ville portuaire de l'Uruguay située dans le département de Colonia. Sa population est de 58 habitants.

## Infrastructure
Puerto Inglés a des côtes sur le Río de la Plata.

## Population
| Année | Population |
| ----- | ---------- |
| 1963  | -          |
| 1975  | 171        |
| 1985  | 75         |
| 1996  | 80         |
| 2004  | 58         |

Référence,.